# Honoré Avolonto
Honoré Avolonto est un artiste chanteur et musicien béninois. Il est né le 16 mai 1944 à Abomey, une commune située dans le département du Zou au Bénin.

## Biographie
Honoré Avolonto commence sa carrière en tant que percussionniste à partir de 1969.
À partir de 1979, on le retrouve avec l'Orchestre Black Santiago sur l'album  Honore Avolonto et l'orchestre Black Santiago. Il devient aussi membre de l'Orchestre Poly-Rythmo. Honoré meurt le 06 septembre 2017 à la suite d'une longue hospitalisation au Cnhu de Cotonou',,.

## Discographie
Honoré a sorti plusieurs disques dont les plus connus sont,,,:
- Tin lin non en 1983 où l'on retrouve egalement la participation d'autres artsites. Notamment, Vicky, Eskill, Miguel et Guenshi-Ever
- La mort n'a pas de date apparut en 1981
- L'International Avolonto Honoré De Cotonou
- Honore Avolonto et l'orchestre Black Santiago en 1979